# Diocèse de Paulo Afonso

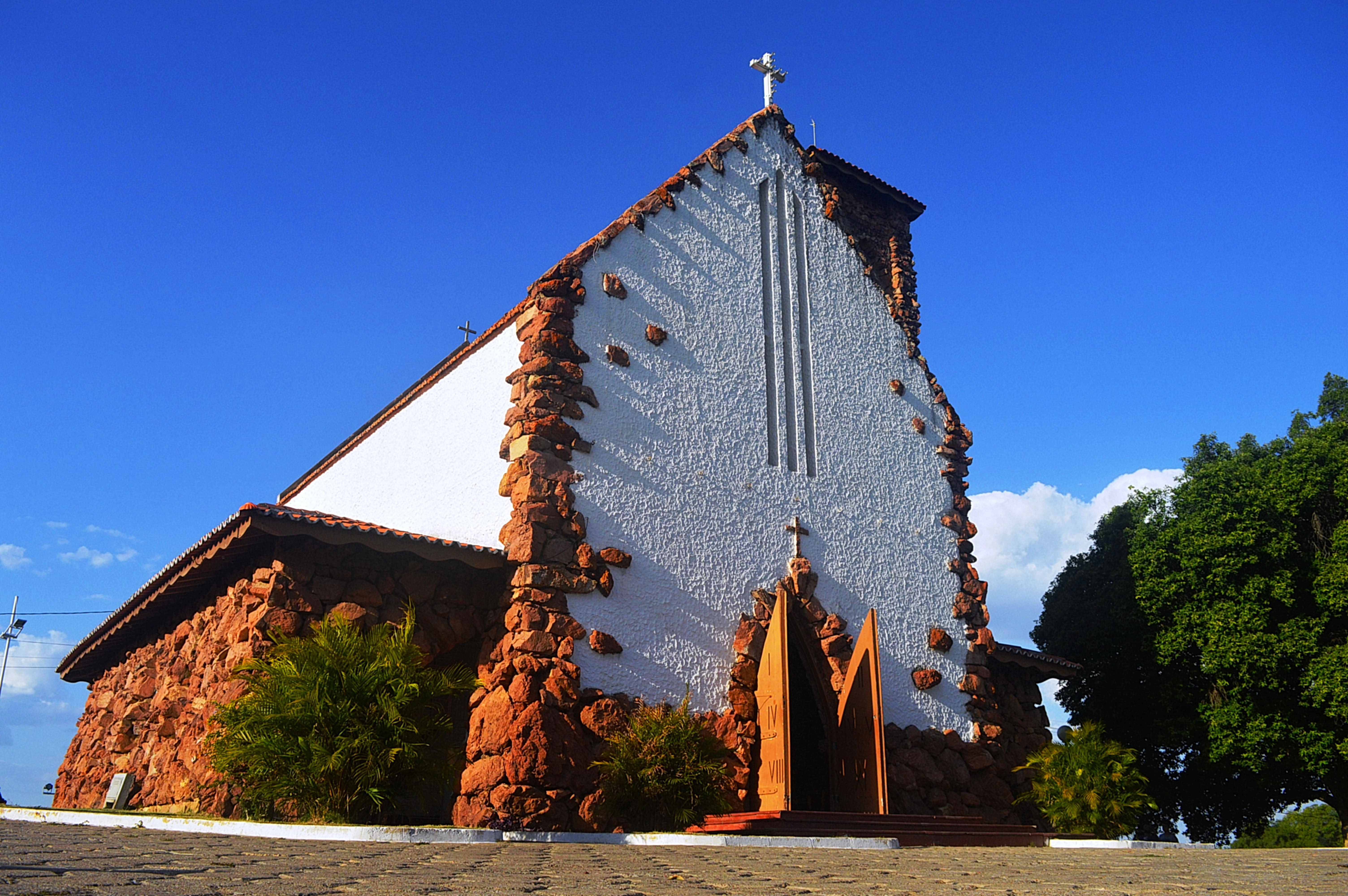
L'église Saint-François-d'Assise de Paulo Afonso.

Le diocèse de Paulo Afonso (en latin, Dioecesis Paulalfonsanensis) est une circonscription ecclésiastique de l'Église catholique au Brésil.
Son siège se situe dans la ville de Paulo Afonso, dans l'État de Bahia. Créé en 1971, il est suffragant de l'archidiocèse de Feira de Santana et s'étend sur 36 913 km2.

## Liste des évêques du diocèse

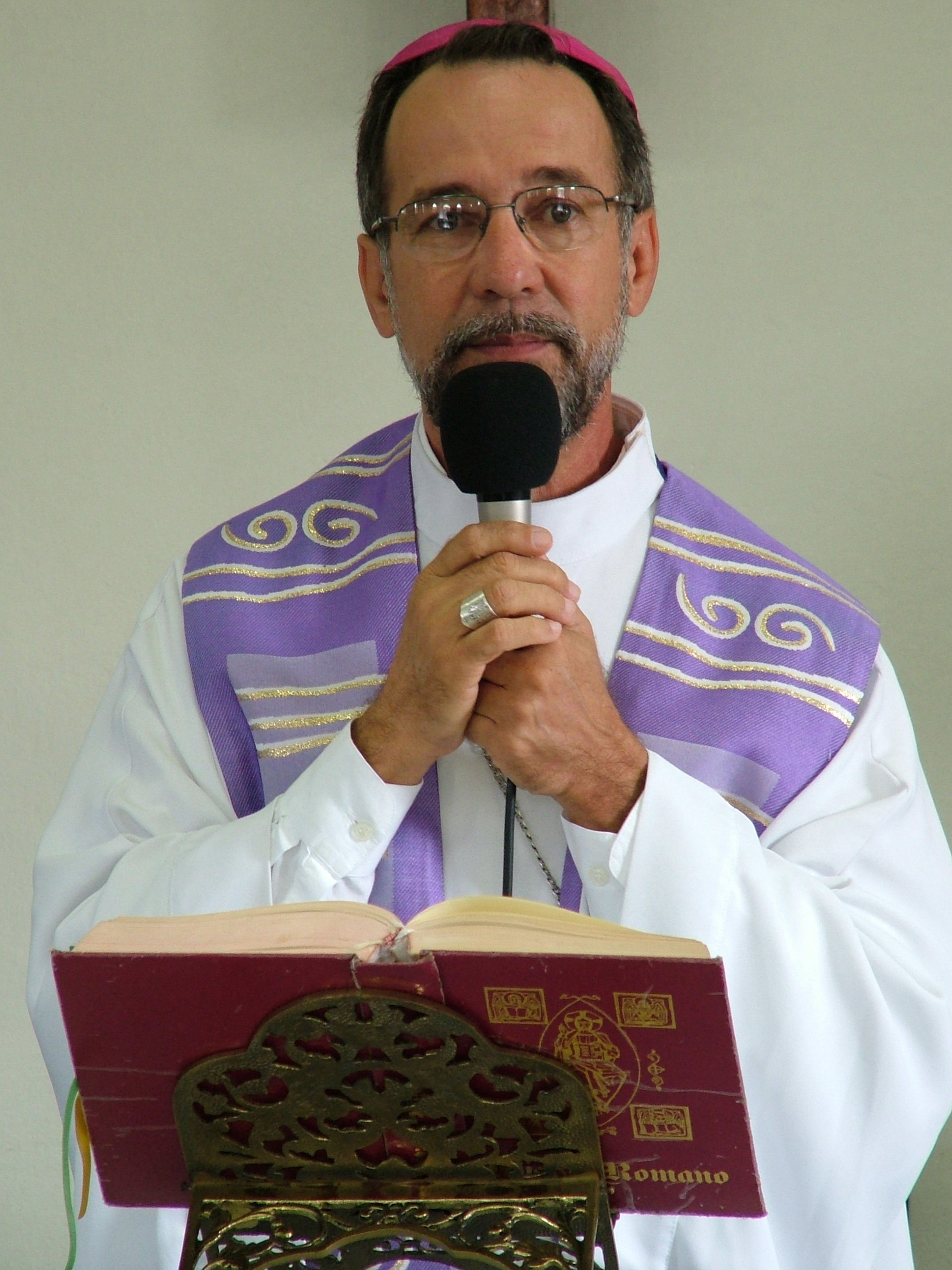
Esmeraldo Barreto de Farias, évêque du diocèse de 2000 à 2007.

- Jackson Berenguer Prado (pt) (8 octobre 1971 – 17 août 1983)
- Aloysio José Leal Penna (pt), (21 mai 1984 – 30 octobre 1987)
- Mario Zanetta (pt) (15 juin 1988 – 13 novembre 1998)
- Esmeraldo Barreto de Farias (pt) (22 mars 2000 – 28 février 2007)
- Guido Zendron (pt) (depuis le 12 mars 2008)